# Боровая (платформа)
Борова́я — остановочный пункт Витебской линии Октябрьской железной дороги в черте Санкт-Петербурга, первый на линии после Витебского вокзала. Расположен около пересечения Боровой (отсюда название) и Черниговской улиц.
Часть электропоездов проезжают платформу без остановки из-за низкого пассажиропотока. Платформа в сторону области укороченная.
У платформы запланировано строительство станции метро «Боровая».